# Lista över fornlämningar i Söderköpings kommun (Västra Husby)
Lista över fornlämningar i Söderköpings kommun (Västra Husby) är en förteckning av ett urval av de fornlämningar som finns i Västra Husby i Söderköpings kommun.
| Namn                                       | Lämningstyp             | Tillkomsttid | Historisk indelning        | Plats | Läge                 | ID-nr          | Bild                                 |
| ------------------------------------------ | ----------------------- | ------------ | -------------------------- | ----- | -------------------- | -------------- | ------------------------------------ |
| Västra Husby 1:1                           | Fornborg                |              | Västra Husby, Östergötland |       | 58.499900, 16.106101 | 10053500010001 | Ladda upp en bild av detta fornminne |
| Västra Husby 2:1                           | Stensättning            |              | Västra Husby, Östergötland |       | 58.491622, 16.137322 | 10053500020001 | Ladda upp en bild av detta fornminne |
| Västra Husby 2:2                           | Stensättning            |              | Västra Husby, Östergötland |       | 58.491370, 16.136901 | 10053500020002 | Ladda upp en bild av detta fornminne |
| Västra Husby 4:1                           | Hög                     |              | Västra Husby, Östergötland |       | 58.493080, 16.159532 | 10053500040001 | Ladda upp en bild av detta fornminne |
| Västra Husby 4:2                           | Hög                     |              | Västra Husby, Östergötland |       | 58.493249, 16.159258 | 10053500040002 | Ladda upp en bild av detta fornminne |
| Västra Husby 6:1                           | Gravfält                |              | Västra Husby, Östergötland |       | 58.489448, 16.177099 | 10053500060001 | Ladda upp en bild av detta fornminne |
| Västra Husby 8:1                           | Stensättning            |              | Västra Husby, Östergötland |       | 58.477828, 16.178794 | 10053500080001 | Ladda upp en bild av detta fornminne |
| Västra Husby 10:1                          | Stensättning            |              | Västra Husby, Östergötland |       | 58.472634, 16.172638 | 10053500100001 | Ladda upp en bild av detta fornminne |
| Västra Husby 11:1                          | Gravfält                |              | Västra Husby, Östergötland |       | 58.476847, 16.167942 | 10053500110001 | Ladda upp en bild av detta fornminne |
| Västra Husby 14:1                          | Stensättning            |              | Västra Husby, Östergötland |       | 58.487855, 16.169729 | 10053500140001 | Ladda upp en bild av detta fornminne |
| Västra Husby 15:1                          | Gravfält                |              | Västra Husby, Östergötland |       | 58.488870, 16.170369 | 10053500150001 | Ladda upp en bild av detta fornminne |
| Västra Husby 16:1                          | Gravfält                |              | Västra Husby, Östergötland |       | 58.489019, 16.167716 | 10053500160001 | Ladda upp en bild av detta fornminne |
| Västra Husby 17:1                          | Gravfält                |              | Västra Husby, Östergötland |       | 58.485701, 16.161307 | 10053500170001 | Ladda upp en bild av detta fornminne |
| Västra Husby 18:1                          | Gravfält                |              | Västra Husby, Östergötland |       | 58.486122, 16.158742 | 10053500180001 | Ladda upp en bild av detta fornminne |
| Västra Husby 19:1                          | Gravfält                |              | Västra Husby, Östergötland |       | 58.487461, 16.154209 | 10053500190001 | Ladda upp en bild av detta fornminne |
| Västra Husby 20:1                          | Gravfält                |              | Västra Husby, Östergötland |       | 58.488393, 16.155787 | 10053500200001 | Ladda upp en bild av detta fornminne |
| Västra Husby 21:1                          | Stensättning            |              | Västra Husby, Östergötland |       | 58.490488, 16.191791 | 10053500210001 | Ladda upp en bild av detta fornminne |
| Västra Husby 21:2                          | Stensättning            |              | Västra Husby, Östergötland |       | 58.490487, 16.191424 | 10053500210002 | Ladda upp en bild av detta fornminne |
| Västra Husby 22:1                          | Stensättning            |              | Västra Husby, Östergötland |       | 58.494658, 16.191694 | 10053500220001 | Ladda upp en bild av detta fornminne |
| Västra Husby 22:2                          | Stensättning            |              | Västra Husby, Östergötland |       | 58.494551, 16.191266 | 10053500220002 | Ladda upp en bild av detta fornminne |
| Västra Husby 22:3                          | Stensättning            |              | Västra Husby, Östergötland |       | 58.494457, 16.191396 | 10053500220003 | Ladda upp en bild av detta fornminne |
| Västra Husby 22:4                          | Stensättning            |              | Västra Husby, Östergötland |       | 58.494509, 16.191712 | 10053500220004 | Ladda upp en bild av detta fornminne |
| Västra Husby 23:1                          | Stensättning            |              | Västra Husby, Östergötland |       | 58.494987, 16.190196 | 10053500230001 | Ladda upp en bild av detta fornminne |
| Västra Husby 24:1                          | Stensättning            |              | Västra Husby, Östergötland |       | 58.495377, 16.189959 | 10053500240001 | Ladda upp en bild av detta fornminne |
| Västra Husby 25:1                          | Stensättning            |              | Västra Husby, Östergötland |       | 58.492432, 16.195148 | 10053500250001 | Ladda upp en bild av detta fornminne |
| Västra Husby 26:1                          | Gravfält                |              | Västra Husby, Östergötland |       | 58.494614, 16.214434 | 10053500260001 | Ladda upp en bild av detta fornminne |
| Västra Husby 27:1                          | Grav- och boplatsområde |              | Västra Husby, Östergötland |       | 58.495384, 16.220621 | 10053500270001 | Ladda upp en bild av detta fornminne |
| Västra Husby 28:1                          | Gravfält                |              | Västra Husby, Östergötland |       | 58.483769, 16.152882 | 10053500280001 | Ladda upp en bild av detta fornminne |
| Västra Husby 29:1                          | Stensättning            |              | Västra Husby, Östergötland |       | 58.477190, 16.147395 | 10053500290001 | Ladda upp en bild av detta fornminne |
| Västra Husby 30:1                          | Gravfält                |              | Västra Husby, Östergötland |       | 58.481139, 16.143678 | 10053500300001 | Ladda upp en bild av detta fornminne |
| Västra Husby 31:1                          | Stensättning            |              | Västra Husby, Östergötland |       | 58.478114, 16.144591 | 10053500310001 | Ladda upp en bild av detta fornminne |
| Västra Husby 31:2                          | Stensättning            |              | Västra Husby, Östergötland |       | 58.477948, 16.144480 | 10053500310002 | Ladda upp en bild av detta fornminne |
| Västra Husby 31:3                          | Stensättning            |              | Västra Husby, Östergötland |       | 58.477895, 16.144688 | 10053500310003 | Ladda upp en bild av detta fornminne |
| Västra Husby 32:1                          | Stensättning            |              | Västra Husby, Östergötland |       | 58.476669, 16.138964 | 10053500320001 | Ladda upp en bild av detta fornminne |
| Västra Husby 33:1                          | Stensättning            |              | Västra Husby, Östergötland |       | 58.478454, 16.139942 | 10053500330001 | Ladda upp en bild av detta fornminne |
| Västra Husby 33:2                          | Stensättning            |              | Västra Husby, Östergötland |       | 58.478475, 16.140299 | 10053500330002 | Ladda upp en bild av detta fornminne |
| Västra Husby 34:1                          | Stensättning            |              | Västra Husby, Östergötland |       | 58.478615, 16.138839 | 10053500340001 | Ladda upp en bild av detta fornminne |
| Västra Husby 35:1                          | Gravfält                |              | Västra Husby, Östergötland |       | 58.479080, 16.139599 | 10053500350001 | Ladda upp en bild av detta fornminne |
| Västra Husby 36:1                          | Stensättning            |              | Västra Husby, Östergötland |       | 58.479103, 16.135232 | 10053500360001 | Ladda upp en bild av detta fornminne |
| Västra Husby 37:1                          | Gravfält                |              | Västra Husby, Östergötland |       | 58.480683, 16.135368 | 10053500370001 | Ladda upp en bild av detta fornminne |
| Västra Husby 38:1                          | Gravfält                |              | Västra Husby, Östergötland |       | 58.487928, 16.137975 | 10053500380001 | Ladda upp en bild av detta fornminne |
| Västra Husby 40:1                          | Gravfält                |              | Västra Husby, Östergötland |       | 58.472019, 16.223780 | 10053500400001 | Ladda upp en bild av detta fornminne |
| Västra Husby 43:1                          | Stensättning            |              | Västra Husby, Östergötland |       | 58.475052, 16.221105 | 10053500430001 | Ladda upp en bild av detta fornminne |
| Västra Husby 43:2                          | Stensättning            |              | Västra Husby, Östergötland |       | 58.475053, 16.220549 | 10053500430002 | Ladda upp en bild av detta fornminne |
| Västra Husby 44:1                          | Gravfält                |              | Västra Husby, Östergötland |       | 58.479042, 16.216212 | 10053500440001 | Ladda upp en bild av detta fornminne |
| Västra Husby 47:1                          | Stensättning            |              | Västra Husby, Östergötland |       | 58.472412, 16.220092 | 10053500470001 | Ladda upp en bild av detta fornminne |
| Västra Husby 49:1                          | Stensättning            |              | Västra Husby, Östergötland |       | 58.469648, 16.223243 | 10053500490001 | Ladda upp en bild av detta fornminne |
| Västra Husby 50:1                          | Stensättning            |              | Västra Husby, Östergötland |       | 58.469431, 16.221319 | 10053500500001 | Ladda upp en bild av detta fornminne |
| Västra Husby 50:2                          | Stensättning            |              | Västra Husby, Östergötland |       | 58.469440, 16.221103 | 10053500500002 | Ladda upp en bild av detta fornminne |
| Västra Husby 51:1                          | Gravfält                |              | Västra Husby, Östergötland |       | 58.469457, 16.217975 | 10053500510001 | Ladda upp en bild av detta fornminne |
| Västra Husby 52:1                          | Stensättning            |              | Västra Husby, Östergötland |       | 58.490501, 16.200436 | 10053500520001 | Ladda upp en bild av detta fornminne |
| Västra Husby 53:1                          | Stensättning            |              | Västra Husby, Östergötland |       | 58.489808, 16.203204 | 10053500530001 | Ladda upp en bild av detta fornminne |
| Västra Husby 54:1                          | Gravfält                |              | Västra Husby, Östergötland |       | 58.490309, 16.201820 | 10053500540001 | Ladda upp en bild av detta fornminne |
| Västra Husby 55:1                          | Stensättning            |              | Västra Husby, Östergötland |       | 58.485551, 16.211379 | 10053500550001 | Ladda upp en bild av detta fornminne |
| Västra Husby 56:1                          | Gravfält                |              | Västra Husby, Östergötland |       | 58.482521, 16.222414 | 10053500560001 | Ladda upp en bild av detta fornminne |
| Västra Husby 57:1                          | Stensättning            |              | Västra Husby, Östergötland |       | 58.485028, 16.210217 | 10053500570001 | Ladda upp en bild av detta fornminne |
| Västra Husby 58:1                          | Stensättning            |              | Västra Husby, Östergötland |       | 58.485240, 16.209172 | 10053500580001 | Ladda upp en bild av detta fornminne |
| Västra Husby 59:1                          | Stensättning            |              | Västra Husby, Östergötland |       | 58.484802, 16.208906 | 10053500590001 | Ladda upp en bild av detta fornminne |
| Västra Husby 60:1                          | Stensättning            |              | Västra Husby, Östergötland |       | 58.485267, 16.208044 | 10053500600001 | Ladda upp en bild av detta fornminne |
| Västra Husby 61:1                          | Stensättning            |              | Västra Husby, Östergötland |       | 58.484298, 16.208786 | 10053500610001 | Ladda upp en bild av detta fornminne |
| Västra Husby 61:2                          | Stensättning            |              | Västra Husby, Östergötland |       | 58.484301, 16.208118 | 10053500610002 | Ladda upp en bild av detta fornminne |
| Västra Husby 61:3                          | Stensättning            |              | Västra Husby, Östergötland |       | 58.484342, 16.207933 | 10053500610003 | Ladda upp en bild av detta fornminne |
| Västra Husby 62:1                          | Stensättning            |              | Västra Husby, Östergötland |       | 58.485506, 16.222489 | 10053500620001 | Ladda upp en bild av detta fornminne |
| Västra Husby 62:2                          | Stensättning            |              | Västra Husby, Östergötland |       | 58.485581, 16.222664 | 10053500620002 | Ladda upp en bild av detta fornminne |
| Västra Husby 63:1                          | Stensättning            |              | Västra Husby, Östergötland |       | 58.483185, 16.208475 | 10053500630001 | Ladda upp en bild av detta fornminne |
| Västra Husby 64:1                          | Stensättning            |              | Västra Husby, Östergötland |       | 58.483711, 16.206578 | 10053500640001 | Ladda upp en bild av detta fornminne |
| Västra Husby 64:2                          | Stensättning            |              | Västra Husby, Östergötland |       | 58.483669, 16.206770 | 10053500640002 | Ladda upp en bild av detta fornminne |
| Västra Husby 65:1                          | Stensättning            |              | Västra Husby, Östergötland |       | 58.481996, 16.201042 | 10053500650001 | Ladda upp en bild av detta fornminne |
| Västra Husby 66:1                          | Stensättning            |              | Västra Husby, Östergötland |       | 58.487523, 16.199815 | 10053500660001 | Ladda upp en bild av detta fornminne |
| Västra Husby 67:1                          | Stensättning            |              | Västra Husby, Östergötland |       | 58.490061, 16.192292 | 10053500670001 | Ladda upp en bild av detta fornminne |
| Västra Husby 68:1                          | Stensättning            |              | Västra Husby, Östergötland |       | 58.476460, 16.198764 | 10053500680001 | Ladda upp en bild av detta fornminne |
| Västra Husby 69:3                          | Stensättning            |              | Västra Husby, Östergötland |       | 58.476930, 16.197947 | 10053500690003 | Ladda upp en bild av detta fornminne |
| Västra Husby 70:1                          | Gravfält                |              | Västra Husby, Östergötland |       | 58.478221, 16.197902 | 10053500700001 | Ladda upp en bild av detta fornminne |
| Västra Husby 71:1                          | Stensättning            |              | Västra Husby, Östergötland |       | 58.478180, 16.193079 | 10053500710001 | Ladda upp en bild av detta fornminne |
| Västra Husby 71:2                          | Stensättning            |              | Västra Husby, Östergötland |       | 58.478290, 16.193055 | 10053500710002 | Ladda upp en bild av detta fornminne |
| Västra Husby 72:1                          | Stensättning            |              | Västra Husby, Östergötland |       | 58.478004, 16.193904 | 10053500720001 | Ladda upp en bild av detta fornminne |
| Västra Husby 72:2                          | Stensättning            |              | Västra Husby, Östergötland |       | 58.478213, 16.194052 | 10053500720002 | Ladda upp en bild av detta fornminne |
| Västra Husby 73:1                          | Stensättning            |              | Västra Husby, Östergötland |       | 58.478459, 16.194832 | 10053500730001 | Ladda upp en bild av detta fornminne |
| Västra Husby 73:2                          | Stensättning            |              | Västra Husby, Östergötland |       | 58.478569, 16.194832 | 10053500730002 | Ladda upp en bild av detta fornminne |
| Västra Husby 73:3                          | Stensättning            |              | Västra Husby, Östergötland |       | 58.478669, 16.194847 | 10053500730003 | Ladda upp en bild av detta fornminne |
| Västra Husby 74:1                          | Stensättning            |              | Västra Husby, Östergötland |       | 58.478271, 16.195554 | 10053500740001 | Ladda upp en bild av detta fornminne |
| Västra Husby 75:1                          | Stensättning            |              | Västra Husby, Östergötland |       | 58.479585, 16.186894 | 10053500750001 | Ladda upp en bild av detta fornminne |
| Västra Husby 75:2                          | Stensättning            |              | Västra Husby, Östergötland |       | 58.479615, 16.187123 | 10053500750002 | Ladda upp en bild av detta fornminne |
| Västra Husby 75:3                          | Stensättning            |              | Västra Husby, Östergötland |       | 58.479649, 16.187319 | 10053500750003 | Ladda upp en bild av detta fornminne |
| Västra Husby 75:4                          | Stensättning            |              | Västra Husby, Östergötland |       | 58.479580, 16.187473 | 10053500750004 | Ladda upp en bild av detta fornminne |
| Västra Husby 76:1                          | Stensättning            |              | Västra Husby, Östergötland |       | 58.472445, 16.182976 | 10053500760001 | Ladda upp en bild av detta fornminne |
| Västra Husby 76:2                          | Stensättning            |              | Västra Husby, Östergötland |       | 58.472561, 16.183703 | 10053500760002 | Ladda upp en bild av detta fornminne |
| Västra Husby 77:1                          | Stensättning            |              | Västra Husby, Östergötland |       | 58.472090, 16.181843 | 10053500770001 | Ladda upp en bild av detta fornminne |
| Västra Husby 78:1                          | Gravfält                |              | Västra Husby, Östergötland |       | 58.470950, 16.181148 | 10053500780001 | Ladda upp en bild av detta fornminne |
| Västra Husby 79:1                          | Gravfält                |              | Västra Husby, Östergötland |       | 58.473324, 16.212076 | 10053500790001 | Ladda upp en bild av detta fornminne |
| Västra Husby 80:1                          | Gravfält                |              | Västra Husby, Östergötland |       | 58.471358, 16.211297 | 10053500800001 | Ladda upp en bild av detta fornminne |
| Västra Husby 82:1                          | Röse                    |              | Västra Husby, Östergötland |       | 58.470742, 16.200966 | 10053500820001 | Ladda upp en bild av detta fornminne |
| Västra Husby 83:1                          | Stensättning            |              | Västra Husby, Östergötland |       | 58.506046, 16.145769 | 10053500830001 | Ladda upp en bild av detta fornminne |
| Västra Husby 87:1                          | Stensättning            |              | Västra Husby, Östergötland |       | 58.495876, 16.201408 | 10053500870001 | Ladda upp en bild av detta fornminne |
| Degensborg (Västra Husby 88:1)             | Fornborg                |              | Västra Husby, Östergötland |       | 58.512900, 16.202090 | 10053500880001 | Ladda upp en bild av detta fornminne |
| Västra Husby 90:1                          | Gravfält                |              | Västra Husby, Östergötland |       | 58.498283, 16.222655 | 10053500900001 | Ladda upp en bild av detta fornminne |
| Västra Husby 94:1                          | Stensättning            |              | Västra Husby, Östergötland |       | 58.474470, 16.149918 | 10053500940001 | Ladda upp en bild av detta fornminne |
| Västra Husby 94:2                          | Stensättning            |              | Västra Husby, Östergötland |       | 58.474050, 16.150105 | 10053500940002 | Ladda upp en bild av detta fornminne |
| Lilla Gäverstadsborgen (Västra Husby 95:1) | Fornborg                |              | Västra Husby, Östergötland |       | 58.499798, 16.201412 | 10053500950001 | Ladda upp en bild av detta fornminne |
| Västra Husby 97:1                          | Gravfält                |              | Västra Husby, Östergötland |       | 58.489608, 16.132948 | 10053500970001 | Ladda upp en bild av detta fornminne |
| Västra Husby 99:1                          | Stensättning            |              | Västra Husby, Östergötland |       | 58.493309, 16.124427 | 10053500990001 | Ladda upp en bild av detta fornminne |
| Västra Husby 101:1                         | Stensättning            |              | Västra Husby, Östergötland |       | 58.466876, 16.184567 | 10053501010001 | Ladda upp en bild av detta fornminne |
| Västra Husby 101:2                         | Stensättning            |              | Västra Husby, Östergötland |       | 58.466742, 16.184238 | 10053501010002 | Ladda upp en bild av detta fornminne |
| Västra Husby 104:1                         | Stensättning            |              | Västra Husby, Östergötland |       | 58.462525, 16.177371 | 10053501040001 | Ladda upp en bild av detta fornminne |
| Västra Husby 105:1                         | Röse                    |              | Västra Husby, Östergötland |       | 58.461502, 16.181698 | 10053501050001 | Ladda upp en bild av detta fornminne |
| Västra Husby 106:1                         | Gravfält                |              | Västra Husby, Östergötland |       | 58.461330, 16.176466 | 10053501060001 | Ladda upp en bild av detta fornminne |
| Västra Husby 108:1                         | Röse                    |              | Västra Husby, Östergötland |       | 58.467402, 16.221085 | 10053501080001 | Ladda upp en bild av detta fornminne |
| Västra Husby 108:2                         | Röse                    |              | Västra Husby, Östergötland |       | 58.467392, 16.220704 | 10053501080002 | Ladda upp en bild av detta fornminne |
| Västra Husby 108:3                         | Stensättning            |              | Västra Husby, Östergötland |       | 58.467495, 16.220225 | 10053501080003 | Ladda upp en bild av detta fornminne |
| Västra Husby 109:1                         | Stensättning            |              | Västra Husby, Östergötland |       | 58.466827, 16.172637 | 10053501090001 | Ladda upp en bild av detta fornminne |
| Västra Husby 112:1                         | Gravfält                |              | Västra Husby, Östergötland |       | 58.467075, 16.169786 | 10053501120001 | Ladda upp en bild av detta fornminne |
| Västra Husby 113:1                         | Gravfält                |              | Västra Husby, Östergötland |       | 58.466113, 16.168294 | 10053501130001 | Ladda upp en bild av detta fornminne |
| Västra Husby 114:1                         | Stensättning            |              | Västra Husby, Östergötland |       | 58.465821, 16.218361 | 10053501140001 | Ladda upp en bild av detta fornminne |
| Västra Husby 115:1                         | Stensättning            |              | Västra Husby, Östergötland |       | 58.466940, 16.212281 | 10053501150001 | Ladda upp en bild av detta fornminne |
| Västra Husby 115:2                         | Stensättning            |              | Västra Husby, Östergötland |       | 58.466809, 16.212225 | 10053501150002 | Ladda upp en bild av detta fornminne |
| Västra Husby 119:1                         | Stensättning            |              | Västra Husby, Östergötland |       | 58.463106, 16.185098 | 10053501190001 | Ladda upp en bild av detta fornminne |
| Västra Husby 119:2                         | Stensättning            |              | Västra Husby, Östergötland |       | 58.462835, 16.185104 | 10053501190002 | Ladda upp en bild av detta fornminne |
| Västra Husby 119:3                         | Stensättning            |              | Västra Husby, Östergötland |       | 58.462785, 16.184836 | 10053501190003 | Ladda upp en bild av detta fornminne |
| Västra Husby 121:1                         | Gravfält                |              | Västra Husby, Östergötland |       | 58.467157, 16.167098 | 10053501210001 | Ladda upp en bild av detta fornminne |
| Västra Husby 122:1                         | Stensättning            |              | Västra Husby, Östergötland |       | 58.453056, 16.138116 | 10053501220001 | Ladda upp en bild av detta fornminne |
| Västra Husby 123:1                         | Stensättning            |              | Västra Husby, Östergötland |       | 58.456944, 16.135553 | 10053501230001 | Ladda upp en bild av detta fornminne |
| Västra Husby 123:2                         | Stensättning            |              | Västra Husby, Östergötland |       | 58.457083, 16.135865 | 10053501230002 | Ladda upp en bild av detta fornminne |
| Västra Husby 126:1                         | Hällristning            |              | Västra Husby, Östergötland |       | 58.468320, 16.219894 | 10053501260001 | Ladda upp en bild av detta fornminne |
| Västra Husby 129:1                         | Stensättning            |              | Västra Husby, Östergötland |       | 58.509350, 16.143497 | 10053501290001 | Ladda upp en bild av detta fornminne |
| Västra Husby 137:1                         | Stensättning            |              | Västra Husby, Östergötland |       | 58.491982, 16.138266 | 10053501370001 | Ladda upp en bild av detta fornminne |
| Västra Husby 138:1                         | Hög                     |              | Västra Husby, Östergötland |       | 58.493201, 16.161652 | 10053501380001 | Ladda upp en bild av detta fornminne |
| Västra Husby 143:1                         | Stensättning            |              | Västra Husby, Östergötland |       | 58.479016, 16.150964 | 10053501430001 | Ladda upp en bild av detta fornminne |
| Västra Husby 145:1                         | Stensättning            |              | Västra Husby, Östergötland |       | 58.482114, 16.221379 | 10053501450001 | Ladda upp en bild av detta fornminne |
| Västra Husby 152:1                         | Stensättning            |              | Västra Husby, Östergötland |       | 58.471126, 16.176388 | 10053501520001 | Ladda upp en bild av detta fornminne |
| Västra Husby 155:1                         | Stensättning            |              | Västra Husby, Östergötland |       | 58.470636, 16.175762 | 10053501550001 | Ladda upp en bild av detta fornminne |
| Västra Husby 161:1                         | Stensättning            |              | Västra Husby, Östergötland |       | 58.463610, 16.155666 | 10053501610001 | Ladda upp en bild av detta fornminne |
| Västra Husby 161:2                         | Stensättning            |              | Västra Husby, Östergötland |       | 58.463570, 16.155827 | 10053501610002 | Ladda upp en bild av detta fornminne |
| Västra Husby 171:1                         | Stensättning            |              | Västra Husby, Östergötland |       | 58.486451, 16.142775 | 10053501710001 | Ladda upp en bild av detta fornminne |
| Västra Husby 172:1                         | Stensättning            |              | Västra Husby, Östergötland |       | 58.486458, 16.144054 | 10053501720001 | Ladda upp en bild av detta fornminne |
| Västra Husby 172:2                         | Stensättning            |              | Västra Husby, Östergötland |       | 58.486527, 16.143902 | 10053501720002 | Ladda upp en bild av detta fornminne |
| Västra Husby 173:1                         | Stensättning            |              | Västra Husby, Östergötland |       | 58.468941, 16.155896 | 10053501730001 | Ladda upp en bild av detta fornminne |
| Västra Husby 173:2                         | Stensättning            |              | Västra Husby, Östergötland |       | 58.469020, 16.156102 | 10053501730002 | Ladda upp en bild av detta fornminne |
| Västra Husby 174:1                         | Gravfält                |              | Västra Husby, Östergötland |       | 58.477921, 16.146741 | 10053501740001 | Ladda upp en bild av detta fornminne |
| Västra Husby 184:1                         | Gravfält                |              | Västra Husby, Östergötland |       | 58.495002, 16.216396 | 10053501840001 | Ladda upp en bild av detta fornminne |
| Västra Husby 186:1                         | Stensättning            |              | Västra Husby, Östergötland |       | 58.485796, 16.212803 | 10053501860001 | Ladda upp en bild av detta fornminne |
| Västra Husby 193:1                         | Stensättning            |              | Västra Husby, Östergötland |       | 58.474411, 16.199775 | 10053501930001 | Ladda upp en bild av detta fornminne |
| Västra Husby 194:1                         | Stensättning            |              | Västra Husby, Östergötland |       | 58.481829, 16.213086 | 10053501940001 | Ladda upp en bild av detta fornminne |
| Västra Husby 194:2                         | Stensättning            |              | Västra Husby, Östergötland |       | 58.481787, 16.213309 | 10053501940002 | Ladda upp en bild av detta fornminne |
| Västra Husby 198:1                         | Stensättning            |              | Västra Husby, Östergötland |       | 58.500104, 16.211812 | 10053501980001 | Ladda upp en bild av detta fornminne |
| Västra Husby 199:1                         | Stensättning            |              | Västra Husby, Östergötland |       | 58.500273, 16.213095 | 10053501990001 | Ladda upp en bild av detta fornminne |
| Västra Husby 199:2                         | Stensättning            |              | Västra Husby, Östergötland |       | 58.500199, 16.213559 | 10053501990002 | Ladda upp en bild av detta fornminne |
| Västra Husby 205:1                         | Stensättning            |              | Västra Husby, Östergötland |       | 58.492597, 16.212731 | 10053502050001 | Ladda upp en bild av detta fornminne |
| Västra Husby 205:2                         | Stensättning            |              | Västra Husby, Östergötland |       | 58.492456, 16.212656 | 10053502050002 | Ladda upp en bild av detta fornminne |
| Västra Husby 208:1                         | Hällristning            |              | Västra Husby, Östergötland |       | 58.492464, 16.195796 | 10053502080001 | Ladda upp en bild av detta fornminne |
| Västra Husby 211:1                         | Stensättning            |              | Västra Husby, Östergötland |       | 58.466917, 16.222254 | 10053502110001 | Ladda upp en bild av detta fornminne |
| Västra Husby 222:1                         | Stensättning            |              | Västra Husby, Östergötland |       | 58.502199, 16.216712 | 10053502220001 | Ladda upp en bild av detta fornminne |
| Västra Husby 239:1                         | Stensättning            |              | Västra Husby, Östergötland |       | 58.493990, 16.222350 | 10053502390001 | Ladda upp en bild av detta fornminne |
| Västra Husby 247:1                         | Hög                     |              | Västra Husby, Östergötland |       | 58.496516, 16.172320 | 10053502470001 | Ladda upp en bild av detta fornminne |
| Västra Husby 247:2                         | Hög                     |              | Västra Husby, Östergötland |       | 58.496490, 16.172076 | 10053502470002 | Ladda upp en bild av detta fornminne |
| Västra Husby 264                           | Gravfält                |              | Västra Husby, Östergötland |       | 58.508131, 16.208415 | 12000000024567 | Ladda upp en bild av detta fornminne |